# Mauro Ramos
Mauro Ramos (pełne imię Mauro Ramos de Oliveira, ur. 30 sierpnia 1930 w Poços de Caldas, zm. 18 września 2002 w Poços de Caldas) – brazylijski piłkarz. Zawodnik reprezentacji Brazylii na mistrzostwach świata 1954, 1958 i 1962.